# Avouerie de Fléron
L'avouerie de Fléron est un territoire ayant appartenu au prince-évêque de Liège et aujourd'hui situé en Belgique.

## L'avouerie Notre-Dame
Son territoire formé par l'ancien domaine de Chèvremont, fut d'abord octroyé le 1er août 972 par Otton Ier du Saint-Empire au chapitre Notre-Dame d'Aix-la Chapelle. L'avoué était seigneur de La Rochette.

## L'avouerie de Fléron
L'avouerie Notre-Dame est achetée le 26 avril 1626 par le Prince-évêque de Liège au chapitre Notre-Dame d'Aix-la-Chapelle. 
On l'appelle avouerie de Fléron quand elle devient une avouerie de la Principauté de Liège car c'est à Fléron qu'on avait construit la maison (cour de Justice) où on tenait les plaids.
- Le village de Fléron resta dans le bailliage d'Amercœur.
- L'église et quelques maisons appartenaient à l'Avouerie de Fléron, c'est pourquoi le Prince-évêque put aussi créer une seigneurie de Fléron.

Aucune seigneurie ne fut jamais engagée dans l'avouerie de Fléron. Devenu seigneur de l'avouerie, le prince-évêque y respecta les droits octroyés par les chanoines d'Aix-la-Chapelle et leurs avoués.

## Composition de l'Avouerie
- Seigneurie de Vaux-sous-Chèvremont
- Seigneurie de Retinne
- Les villages de Ayeneux, Nessonvaux, José, Romsée